# فائز أحمد
فائز أحمد (28 مارس 1995 في الهند - ) هو لاعب كريكت هندي. لعب مع كريكت السكك الحديدية ‏.

## وصلات خارجية
- فائز أحمد على موقع إي آس بي آن كريك إنفو (الإنجليزية)